# 环丙酮
环丙酮（化学式：C3H4O）是环丙烷的氧代衍生物。其熔点为-90°C，很不稳定，可通过乙烯酮与重氮甲烷在-145°C时反应制备。 由于母体化合物不甚稳定，合成中使用环丙酮的缩酮 代替环丙酮，效果是等同的。
环丙酮的衍生物结构特殊，具有一些不同的性质，因此经常是有机化学研究的对象。

## 衍生物
环丙酮环系是很多有机反应的中间体。Favorskii重排中便涉及到一个环丙酮并环的中间体。
环丙酮环系水合形成羰基水合物（偕二醇），羰基碳变为sp3杂化，可以使所需的键角减小，缓解张力。因此环丙酮环系的水合物比较稳定。
用偕二卤代卡宾与烯烃反应，生成的产物经水解后，可以得到环丙酮的衍生物。它们可以作为1,3-偶极体，与环状双烯体（如呋喃）发生环加成反应。 对此，有人提出以下的价互变异构来解释这个现象：
另两个结构都为碳-碳键断开，一个为电荷分离，另一个为双自由基结构。有些环丙酮的反应支持了以上机理：光学纯的(+)-反式-2,3-二叔丁基环丙酮加热到80°C时，会发生外消旋化； 以及光照时，氧代脱氢吡唑烷放出氮气生成茚满的反应（见下），便都可看作是采取了上述的互变异构机理。